# Чанчжэн-4C
Чанчжэн 4C или CZ-4C или «Великий поход-4C»  — трёхступенчатая орбитальная ракета-носитель Китайской Народной Республики серии «Чанчжэн». может запускаться с космодромов Цзюцюань и Тайюань.
Данная ракета-носитель является модификацией ракеты Long March 4B (увеличен объём головного обтекателя и добавлена возможность повторного запуска двигателя третьей ступени) и использовалась для запусков спутников серии Яогань(номера 3; 8; 9A, 9B и 9C; 10; 15; 16A, 16B и 16C; 17A, 17B и 17C; 19; 20A, 20B и 20C; 22; 25A, 25B и 25C; 27)  а также метеоспутников серии Фэнъюнь (номера 3А и 3C) на полярную орбиту.

## Характеристики

### Первая ступень
- Длина ступени 24,65 м
- Диаметр 3,35 м
- Общая масса 193 330 кг
- Тип топливной системы — Тетраоксид диазота/1,1-Диметилгидразин
- Масса топливной системы 183 340 кг
- Двигатель YF-21B
- Тяга двигателя на поверхности Земли 2971 кН
- Удельный импульс на поверхности Земли 2555 Н·с/кг[3]

### Вторая ступень
- Длина ступени 10,4 м
- Диаметр 3,35 м
- Общая масса 38 326 кг
- Тип топливной системы — Тетраоксид диазота/1,1-Диметилгидразин
- Масса топливной системы 35 374 кг
- Двигатель YF-22B, четыре управляющих двигателя YF-23B
- Тяга двигателей в вакууме 742 кН (YF-22B) и 47,1 кН (четыре YF-23B)
- Удельный импульс в вакууме 2922 Н·с/кг (YF-22B) и 2834 Н·с/кг (четыре YF-23B)[3]

### Третья ступень
- Длина ступени 4,93 м
- Диаметр 2,9 м
- Общая масса 14 560 кг
- Тип топливной системы — Тетраоксид диазота/1,1-Диметилгидразин
- Масса топливной системы 12 814 кг
- Двигатель YF-40
- Тяга двигателя в вакууме 100,8 кН
- Удельный импульс в вакууме 2971 Н·с/кг[3]

## Происшествия
27 августа 2015 года часть двигателя ракеты упала на жилой дом и пробила крышу. Обошлось без жертв.